# Евтушенко, Николай Никитович
Николай Никитович Евтушенко (11 мая 1921 — 6 октября 2021) — советский агроном, учёный-селекционер, крупный специалист по кукурузоведению, доктор сельскохозяйственных наук (1971). Председатель колхоза «Красная нива» в Кабардино-Балкарской АССР (1955—1974), первый заместитель Председателя Совета Министров Кабардино-Балкарской АССР (1974—1987), директор Всероссийского НИИ кукурузы (с 1987).
Герой Социалистического Труда (1966). Заслуженный агроном РСФСР (1960). Участник Великой Отечественной войны.

## Биография
Родился 11 мая 1921 года в станице Архонская Северо-Осетинской АССР. Учился в Архонской станичной школе станицы Архонская.
С 1940 года — в Красной Армии. Войну встретил в гомельских лесах. С осени 1942 года — сержант, орудийный мастер в 379-м артиллерийском полку 147-й стрелковой дивизии Волховского фронта. Принимал участие в боях под Ленинградом, Висло-Одерской и Берлинской операций. День Победы встретил в Праге.
После войны вернулся в Северную Осетию.
В 1947—1952 годах учился в Северо-Осетинском сельскохозяйственном институте, который окончил по специальности «технические культуры».
В 1951—1952 годах работал главным агрономом Майского райотдела хлопководства Кабардино-Балкарской АССР, затем в течение двух лет был главным агрономом Майской МТС.
Почти 20 лет (1955—1974) возглавлял ордена Трудового Красного Знамени колхоз «Красная нива» Майского района Кабардино-Балкарской АССР. Под его руководством колхоз был отмечен медалями ВДНХ: двумя золотыми (1961, 1964) и большой серебряной (1958).
В 1960-е годы разработал и внедрил в колхозе и других хозяйствах республики уникальный агромелиоративный комплекс (система ремонта полей), что позволило резко повысить плодородие пашни.
В 1964 году защитил кандидатскую диссертацию, а в 1972-м — докторскую на тему «Пути повышения урожайности зерновых культур в степной зоне Кабардино-Балкарской АССР».
В 1974 году был делегатом очередного съезда КПСС.
В 1974—1987 годах — первый заместитель Председателя Совета Министров Кабардино-Балкарской АССР.
С 1987 — директор Всероссийского НИИ кукурузы в Нальчике.
Жил в городе Нальчике.

## Труды
Автор множества статей и публикаций о сельском хозяйстве, в том числе «Орошение — залог получения высоких урожаев» (1966), «Роль науки в сельхозпроизводстве» (1968), «68 центнеров кукурузы с гектара» (1968), «Колхоз „Красная нива“» (1971).
Главный интерес — кукуруза. Свои особые отношения с этой культурой Николай Никитович объясняет так: «Первая книжка, которую я взял в руки в своей жизни, называлась „Початок“, и на обложке был изображен початок кукурузы. Было это у двоюродной сестры, у них были книги, у нас-то вообще ничего не было…».
В 1974 году в соавторстве Евтушенко изобрел способ сушки кукурузы в початках.

## Награды и признание
- За боевые отличия награждён орденами Отечественной войны II степени (1985), Славы III степени (1945, № 478568), медалями «За отвагу» (1945), «За боевые заслуги» (1943), «За оборону Ленинграда», «За освобождение Праги», «За победу над Германией» и другими медалями.
- Звание Героя Социалистического Труда с вручением ордена Ленина и золотой медали «Серп и Молот» (1966).
- За трудовые отличия награжден орденами Трудового Красного Знамени (1957) и Октябрьской Революции (1971).
- Заслуженный агроном РСФСР (1960).
- Почётный гражданин Майского района Кабардино-Балкарии (2014).